# Helena Pilejczyk
Helena Pilejczyk, geboren als Helena Majcher (Zieluń, 1 april 1931 – Elblag, 12 november 2023) was een Pools langebaanschaatsster. Ze won in 1960 olympisch brons op de 1500 meter.

## Carrière
Op de Olympische Winterspelen 1960 van Squaw Valley Ski Resort stond het langebaanschaatsen voor het eerst op het programma voor de dames. Pilejczyk deed mee op alle vier de afstanden, op de 500 meter werd ze twaalfde, op de 1000 meter vijfde en op de 3000 meter werd ze zesde. Haar beste prestatie was echter op de 1500 meter waar ze een tijd van 2.27,1 neerzette en slechts twee vrouwen, te weten de Sovjet-Russin Lidia Skoblikova en haar landgenote Elwira Seroczyńska, voor moest laten; Pilejczyk won brons.
Vier jaar later, bij het schaatsen op de Olympische Winterspelen 1964 in Innsbruck deed ze opnieuw mee, maar kwam niet verder dan de 23e, 15e, 25e en 26e plek op respectievelijk de 500, 1000, 1500 en 3000 meter.
Helena Pilejczyk deed ook negen keer mee aan het wereldkampioenschap, namelijk in 1957, 1958, 1960, 1961, 1962, 1963, 1968, 1969 en 1972; ook deed ze mee aan de tweede editie van het Europees kampioenschap in 1971. Met een vijfde plek waren de WK's van 1958 en 1960, beide in Zweden, haar beste toernooien.
Tot op hoge leeftijd nam Pilejczyk deel aan "masters"-wedstrijden voor schaatsers op leeftijd.
Pilejczyk overleed op 92-jarige leeftijd.
- Virtual International Authority File: 3931152140033311100000